# Włado Buczkowski
Włado Buczkowski (mac. Владо Бучковски; ur. 2 grudnia 1962 w Skopju) – macedoński polityk i prawnik, poseł do Zgromadzenia Republiki Macedonii, w 2001 i od 2002 do 2004 minister obrony, w latach 2004–2006 premier Macedonii i lider Socjaldemokratycznego Związku Macedonii (SDSM).

## Życiorys
W 1986 ukończył studia prawnicze na Uniwersytecie Świętych Cyryla i Metodego w Skopju. Wstąpił do SKM, macedońskiego oddziału Związku Komunistów Jugosławii. W latach 1987–1988 pracował jako doradca prawny w parlamencie Socjalistycznej Republiki Macedonii, później został nauczycielem akademickim na macierzystej uczelni, uzyskując następnie doktorat. W okresie przemian politycznych nie angażował się szerzej politycznie, pozostając jednak członkiem postkomunistycznego Socjaldemokratycznego Związku Macedonii. W 1998 powołany w skład państwowej komisji wyborczej, rok później uzyskał uczelnianą profesurę. Od 2000 związany ze stołecznym samorządem, został wkrótce wiceprzewodniczącym socjaldemokratów.
Od maja do listopada 2001 sprawował urząd ministra obrony. Do centroprawicowego gabinetu Lubcza Georgiewskiego dołączył w okresie zagrożenia wojną domową (na tle sytuacji dotyczącej albańskich uchodźców z Kosowa). W 2002 Włado Buczkowski po raz pierwszy został wybrany do Zgromadzenia Republiki Macedonii. Reelekcję uzyskiwał w wyborach w 2006 i 2008.
Od listopada 2002 do grudnia 2004 ponownie zajmował stanowisko ministra obrony. W 2004 został przewodniczącym Socjaldemokratycznego Związku Macedonii, ugrupowaniem tym kierował przez dwa lata. W grudniu 2004 powołano go na nowego premiera, funkcję tę pełnił do sierpnia 2006, gdy do władzy powróciła centroprawicowa WMRO-DPMNE.
W 2007 deputowani przegłosowali uchylenie jego immunitetu poselskiego. W 2013 przy ponownym procesie polityk został skazany na karę 3 lat pozbawienia wolności za defraudację funduszy publicznych przy zakupie części zamiennych do czołgów, gdy w 2001 pełnił funkcję ministra obrony.
W 2020 został specjalnym przedstawicielem rządu Macedonii Północnej do spraw negocjacji z Bułgarią.